# Пукалов, Андрей Степанович
Андрей Степанович Пукалов (1914, Луговое, Павлодарский уезд, Семипалатинская область, Степное генерал-губернаторство, Российская империя — 5 июля 1958, Джамбулская область) — старший механик Луговской МТС Джамбулской области, Казахская ССР. Герой Социалистического Труда (1948).
Родился в 1914 году в селе Луговое (сегодня — Иртышский район Павлодарской области). В 1932 году окончил курсы трактористов, после чего работал в колхозе «Восток». Позднее работал сварщиком в мастерской МТС. В 1939 году обучался в училище сельской механизации, по окончании которого стал работать механиком на Луговской МТС. В 1946 году назначен старшим механиком.
В 1948 году удостоен звания Героя Социалистического Труда.

## Награды
- Герой Социалистического Труда — указом Президиума Верховного Совета СССР от 28 марта 1948 года
- Орден Ленина
- Орден Трудового Красного Знамени
- Медаль «За победу над Германией в Великой Отечественной войне 1941—1945 гг.»